# Либола (Ферара)
Либола је насеље у Италији у округу Ферара, региону Емилија-Ромања.
Према процени из 2011. у насељу је живело 199 становника. Насеље се налази на надморској висини од 1 м.